# 三乙酸铁
三乙酸铁是铁的乙酸盐之一，化学式为Fe(CH3COO)3。它在无水乙酸中分解。

## 制备
三乙酸铁可由无水氯化铁和乙酸银按化学计量比在THF中于70~75°C回流反应得到。反应得到三乙酸铁和氯化银的混合物，将混合物用DMSO处理，得到Fe(CH3COO)3·DMSO，减压加热得到纯净的Fe(CH3COO)3固体。